# Pallacanestro Olimpia Milano 2005-2006
Questa voce raccoglie le informazioni riguardanti la Pallacanestro Olimpia Milano nelle competizioni ufficiali della stagione 2005-2006.

## Verdetti stagionali
Competizioni nazionali
- Serie A 2005-2006:

regular season: 7ª classificata su 18 squadre (22 partite vinte su 34),
play off: Quarti di finale
- Coppa Italia 2006: Quarti di finale[1]

Competizioni europee
- Eurolega 2005-2006: Regular season[1]

## Stagione
La stagione 2005-2006 della Pallacanestro Olimpia Milano sponsorizzata Armani Jeans, è la 73ª nel massimo campionato italiano di pallacanestro, la Serie A.
L'Olimpia torna a disputare la massima competizione continentale: l'Eurolega non riuscendo a superare la regular season. In campionato l'andamento è deludente tanto da spingere la società a gennaio ad esonerare coach Lardo chiamando Aleksandar Đorđević. Nelle final eight di Coppa Italia viene eliminata nei quarti da Napoli. La stagione regolare della serie A si conclude al settimo posto. Nei successivi play off esce al primo turno ad opera della Benetton Treviso, non riuscendo pertanto a qualificarsi per le manifestazioni europee.

## Organigramma societario
Area tecnica
- Allenatore: Aleksandar Đorđević  (dal 03/02/2006)
- Allenatore: Mario Fioretti (fino 03/02/2006)
- Allenatore: Lino Lardo (fino 25/01/2006)
- Assistente: Mario Fioretti (fino 25/01/2006 e dal 03/02/2006)
- Assistente: Enrico Montefusco
- Preparatore Atletico:	Simone Lassini
- Medici Sociali: Bruno Carù, Franco Carnelli, Davide Susta, Alberto Marcolongo
- Fisioterapista: Attilio Colombo

Dirigenza
- Presidente: Giorgio Corbelli
- Presidente Onorario: Cesare Rubini
- Vicepresidente: Paolo Francia
- Amministratore Delegato: Edoardo Ceola
- Direttore Generale: Gino Natali
- Team Manager: Marco Baldi
- Segretaria Generale: Cinzia Lauro
- Relazioni Esterne:	Emanuele Arena
- Resp. Ufficio Stampa: Matteo Mantica
- Segreteria: Barbara Zoncada
- Resp. Settore Giovanile: Gianni Villa

## Roster
Aggiornato al 24 dicembre 2021.
| Armani Jeans Milano 2005-2006 | Armani Jeans Milano 2005-2006 |
| Giocatori                     | Staff tecnico                 |
| ----------------------------- | ----------------------------- |

| N. | Naz.                                               | Ruolo | Nome                   | Anno | Alt.   | Peso   |  |
| -- | -------------------------------------------------- | ----- | ---------------------- | ---- | ------ | ------ |  |
| 5  | Serbia e Montenegro (bandiera) · Grecia (bandiera) | GA    | Dušan Vukčević         | 1975 | 202 cm | 88 kg  |  |
| 6  | Germania (bandiera)                                | AC    | Sven Schultze          | 1978 | 208 cm | 110 kg |  |
| 7  | Stati Uniti (bandiera)                             | AP    | Preston Shumpert       | 1979 | 198 cm | 95 kg  |  |
| 8  | Italia (bandiera)                                  | P     | Claudio Coldebella (C) | 1968 | 198 cm |        |  |
| 9  | Italia (bandiera)                                  | P     | Massimo Bulleri        | 1977 | 188 cm | 83 kg  |  |
| 10 | Italia (bandiera)                                  | AG    | Giacomo Galanda        | 1975 | 210 cm | 110 kg |  |
| 12 | Italia (bandiera)                                  | AC    | Alessandro Priuli      | 1986 | 200 cm |        |  |
| 12 | Italia (bandiera)                                  | A     | Danilo Gallinari       | 1988 | 204 cm | 100 kg |  |
| 13 | Spagna (bandiera)                                  | AG    | Diego Fajardo          | 1976 | 208 cm | 105 kg |  |
| 14 | Stati Uniti (bandiera)                             | C     | Tyrone Grant           | 1977 | 206 cm | 105 kg |  |
| 15 | Stati Uniti (bandiera)                             | C     | Joseph Blair           | 1974 | 210 cm | 120 kg |  |
| 16 | Serbia e Montenegro (bandiera) · Spagna (bandiera) | AP    | Nikola Lončar          | 1972 | 198 cm | 78 kg  |  |
| 17 | Stati Uniti (bandiera) · Italia (bandiera)         | G     | Dante Calabria         | 1973 | 195 cm | 90 kg  |  |
| 18 | Argentina (bandiera) · Italia (bandiera)           | A     | Mario Gigena           | 1977 | 197 cm | 98 kg  |  |
| 20 | Italia (bandiera)                                  | PG    | Daniele Cavaliero      | 1984 | 188 cm | 80 kg  |  |
| 20 | Argentina (bandiera) · Italia (bandiera)           | P     | Alejandro Montecchia   | 1972 | 180 cm | 86 kg  |  |
| -  | Italia (bandiera)                                  | C     | Marco De Lorenzo       | 1985 | 201 cm | 95 kg  |  |
| -  | Italia (bandiera)                                  | P     | Stefano Malerba        | 1987 | 188 cm |        |  |
| -  | Italia (bandiera)                                  | P     | Stefano Mercante       | 1987 | 186 cm | 75 kg  |  |
| -  | Italia (bandiera)                                  | AG    | Sergio Plumari         | 1986 | 200 cm |        |  |

| Allenatore |
| - Lino Lardo (fino al 25 gennaio) - Mario Fioretti (dal 25 gennaio fino al 3 febbraio) - Aleksandar Đorđević (dal 3 febbraio)   |
| Assistente/i |
| - Mario Fioretti (fino al 25 gennaio e dal 3 febbraio) - Enrico Montefusco Legenda - (C) Capitano - (IN) Inattivo - Infortunato |

## Mercato

### Sessione estiva
| Acquisti | Acquisti         | Acquisti         | Acquisti   | Acquisti |
| R.       | Nome             | da               | Modalità   |          |
| -------- | ---------------- | ---------------- | ---------- | -------- |
| AP       | Preston Shumpert | Basket Livorno   | definitivo |          |
| GA       | Dušan Vukčević   | Ülkerspor        | definitivo |          |
| P        | Massimo Bulleri  | Pall. Treviso    | definitivo |          |
| AG       | Giacomo Galanda  | Mens Sana Siena  | definitivo |          |
| A        | Danilo Gallinari | Casalpusterlengo | definitivo |          |

| Cessioni | Cessioni            | Cessioni            | Cessioni       | Cessioni |
| R.       | Nome                | a                   | Modalità       |          |
| -------- | ------------------- | ------------------- | -------------- | -------- |
| P        | Aleksandar Đorđević |                     | ritirato       |          |
| C        | Paolo Alberti       | Draghi Novara       | fine contratto |          |
| AG       | Marko Maravič       | Manresa             | fine contratto |          |
| A        | James Singleton     | L.A. Clippers       | fine contratto |          |
| AG       | Luca Matteucci      | Pall. Vigevano      | fine contratto |          |
| P        | Jerry McCullough    | Din. S. Pietroburgo | fine contratto |          |

### Dopo l'inizio della stagione
| Acquisti | Acquisti             | Acquisti   | Acquisti        | Acquisti   |
| R.       | Nome                 | da         | Data            | Modalità   |
| -------- | -------------------- | ---------- | --------------- | ---------- |
| C        | Tyrone Grant         | Breogán    | 10 gennaio 2006 | definitivo |
| P        | Alejandro Montecchia | Free agent | 10 gennaio 2006 | definitivo |
| AP       | Nikola Lončar        | Partizan   | 15 aprile 2006  | definitivo |

| Cessioni | Cessioni             | Cessioni       | Cessioni        | Cessioni    |
| R.       | Nome                 | a              | Data            | Modalità    |
| -------- | -------------------- | -------------- | --------------- | ----------- |
| PG       | Daniele Cavaliero    | Pall. Roseto   | 11 gennaio 2006 | prestito    |
| P        | Alejandro Montecchia | Free agent     | 18 aprile 2006  | rescissione |
| GA       | Dušan Vukčević       | Virtus Bologna | 20 gennaio 2006 | rescissione |

## Risultati

### Serie A

#### Stagione regolare

##### Girone d'andata
| Arbitri: | Sabetta Mattioli Pozzana |

|            |            |                |
| Lino Lardo | Allenatori | Zare Markovski |

| Arbitri: | Facchini Taurino Tullio |

|              |            |            |
| Piero Bucchi | Allenatori | Lino Lardo |

| Arbitri: | Paternicò Tola Sahin |

|                    |            |            |
| Stefano Sacripanti | Allenatori | Lino Lardo |

| Arbitri: | Grossi Seghetti Mastrantoni |

|            |            |                    |
| Lino Lardo | Allenatori | Alberto Martelossi |

| Arbitri: | Begnis Ursi Corrias |

|            |            |                      |
| Lino Lardo | Allenatori | Giovanni Perdichizzi |

| Arbitri: | Taurino Ramilli Anesin |

|                     |            |            |
| Alessandro Giuliani | Allenatori | Lino Lardo |

| Arbitri: | Facchini Tola Sabetta |

|                 |            |            |
| Carlo Recalcati | Allenatori | Lino Lardo |

| Arbitri: | Cerebuch Lo Guzzo Pascotto |

|            |            |                   |
| Lino Lardo | Allenatori | Matteo Boniciolli |

| Arbitri: | Grossi Seghetti Ursi |

|               |            |            |
| Jasmin Repeša | Allenatori | Lino Lardo |

| Arbitri: | Facchini Mastrantoni Capurro |

|            |            |             |
| Lino Lardo | Allenatori | David Blatt |

| Arbitri: | Chiari Lo Guzzo Giansanti |

|                    |            |            |
| Walter De Raffaele | Allenatori | Lino Lardo |

| Arbitri: | Taurino Ramilli Longhi |

|            |            |               |
| Lino Lardo | Allenatori | Paolo Moretti |

| Arbitri: | Paternicò Begnis Crescenti |

|            |            |                 |
| Lino Lardo | Allenatori | Cesare Pancotto |

| Arbitri: | Duranti Seghetti Corrias |

|                 |            |            |
| Fabrizio Frates | Allenatori | Lino Lardo |

| Arbitri: | Sahin Chiari Sardella |

|            |            |               |
| Lino Lardo | Allenatori | Rubén Magnano |

| Arbitri: | Tola Filippini Giansanti |

|                    |            |            |
| Alessandro Ramagli | Allenatori | Lino Lardo |

| Arbitri: | Sabetta Taurino Pozzana |

|            |            |                 |
| Lino Lardo | Allenatori | Svetislav Pešić |

##### Girone di ritorno
| Arbitri: | Facchini Seghetti Mastrantoni |

|                |            |                |
| Zare Markovski | Allenatori | Mario Fioretti |

| Arbitri: | Paternicò Mattioli Corrias |

|                     |            |              |
| Aleksandar Đorđević | Allenatori | Piero Bucchi |

| Arbitri: | Chiari Cerebuch Pozzana |

|                     |            |                    |
| Aleksandar Đorđević | Allenatori | Stefano Sacripanti |

| Arbitri: | Sahin Taurino Crescenti |

|              |            |                     |
| Attilio Caja | Allenatori | Aleksandar Đorđević |

| Arbitri: | Tola Seghetti Lo Guzzo |

|                      |            |                     |
| Giovanni Perdichizzi | Allenatori | Aleksandar Đorđević |

| Arbitri: | Grossi Chiari Quacci |

|                     |            |                   |
| Aleksandar Đorđević | Allenatori | Andrea Capobianco |

| Arbitri: | Paternicò Mastrantoni Sardella |

|                     |            |                 |
| Aleksandar Đorđević | Allenatori | Carlo Recalcati |

| Arbitri: | Taurino Tullio Filippini |

|                   |            |                     |
| Matteo Boniciolli | Allenatori | Aleksandar Đorđević |

| Arbitri: | Tola Duranti Mattioli |

|                     |            |               |
| Aleksandar Đorđević | Allenatori | Jasmin Repeša |

| Arbitri: | Grossi Pozzana Giansanti |

|             |            |                     |
| David Blatt | Allenatori | Aleksandar Đorđević |

| Arbitri: | Mastrantoni Ramilli Crescenti |

|                     |            |                |
| Aleksandar Đorđević | Allenatori | Pasquale Iracà |

| Arbitri: | Sahin Tullio Lo Guzzo |

|               |            |                     |
| Paolo Moretti | Allenatori | Aleksandar Đorđević |

| Arbitri: | Sabetta Grossi Filippini |

|                 |            |                     |
| Cesare Pancotto | Allenatori | Aleksandar Đorđević |

| Arbitri: | Tola Giansanti Crescenti |

|                     |            |                 |
| Aleksandar Đorđević | Allenatori | Fabrizio Frates |

| Arbitri: | Cerebuch Pozzana Longhi |

|               |            |                     |
| Rubén Magnano | Allenatori | Aleksandar Đorđević |

| Arbitri: | Paternicò Chiari Duranti |

|                     |            |                    |
| Aleksandar Đorđević | Allenatori | Alessandro Ramagli |

| Arbitri: | Sahin Mattioli Mastrantoni |

|                 |            |                     |
| Svetislav Pešić | Allenatori | Aleksandar Đorđević |

#### Play-off

##### Quarti di finale
| Arbitri: | Taurino Cerebuch Giansanti |

|             |            |                     |
| David Blatt | Allenatori | Aleksandar Đorđević |

| Arbitri: | Sahin Pozzana Mattioli |

|                     |            |             |
| Aleksandar Đorđević | Allenatori | David Blatt |

| Arbitri: | Paternicò Tola Duranti |

|             |            |                     |
| David Blatt | Allenatori | Aleksandar Đorđević |

| Arbitri: | Taurino Cerebuch Mattioli |

|                     |            |             |
| Aleksandar Đorđević | Allenatori | David Blatt |

| Arbitri: | Paternicò Pozzana Duranti |

|             |            |                     |
| David Blatt | Allenatori | Aleksandar Đorđević |

### Eurolega

#### Regular Season
| Arbitri: | Mitijana Belosevic Muhvic |

|            |            |               |
| Lino Lardo | Allenatori | Oktay Mahmuti |

| Arbitri: | Pitslikas Hierrezuelo Lefwerth |

|               |            |            |
| Neven Spahija | Allenatori | Lino Lardo |

| Arbitri: | Arteaga Pukl Herceg |

|            |            |                    |
| Lino Lardo | Allenatori | Eugeniusz Kijewski |

| Arbitri: | Koukoulekidis Mouzakis Conde |

|                  |            |            |
| Dražen Anzulović | Allenatori | Lino Lardo |

| Arbitri: | Rems Christodoulou Perez |

|              |            |            |
| Pini Gershon | Allenatori | Lino Lardo |

| Arbitri: | Brazauskas Castano Lefwerth |

|            |            |                |
| Lino Lardo | Allenatori | Duško Ivanović |

| Arbitri: | Sudek Martin Jovcic |

|                  |            |            |
| Jonas Kazlauskas | Allenatori | Lino Lardo |

| Arbitri: | Mitjana Belosevic Pukl |

|               |            |            |
| Oktay Mahmuti | Allenatori | Lino Lardo |

| Arbitri: | Koukoulekidis Hierrezuelo Boltauzer |

|            |            |               |
| Lino Lardo | Allenatori | Neven Spahija |

| Arbitri: | Jungebrand Jersan Bitton |

|                    |            |            |
| Eugeniusz Kijewski | Allenatori | Lino Lardo |

| Arbitri: | Voreadis Perez Conde |

|            |            |                  |
| Lino Lardo | Allenatori | Dražen Anzulović |

| Arbitri: | Zavlanos Belosevic Spiridonos |

|                     |            |              |
| Aleksandar Đorđević | Allenatori | Pini Gershon |

| Arbitri: | Janac Jovcic Jersan |

|                |            |                     |
| Duško Ivanović | Allenatori | Aleksandar Đorđević |

| Arbitri: | Rems Martin Lovsin |

|                     |            |                  |
| Aleksandar Đorđević | Allenatori | Jonas Kazlauskas |

### Coppa Italia
| Forlì 17 febbraio 2007, ore 18:00 Quarti di finale | Basket Napoli | 83 – 79             | Olimpia Milano | PalaGalassi |
| Piero Bucchi Allenatori Aleksandar Đorđević        |               |                     |                |             |
|                                                    |               |                     |                |             |
| Piero Bucchi                                       | Allenatori    | Aleksandar Đorđević |                |             |